# Trichocerca tenuidens
Trichocerca tenuidens is een raderdiertjessoort uit de familie Trichocercidae. De wetenschappelijke naam van deze soort is voor het eerst geldig gepubliceerd in 1931 door Hauer.